# Señorita Panamá 2001
Señorita Panamá 2001  fue trigésima sexta (36°) edición del concurso Miss Panamá para Miss Universo y Miss Mundo y fue la décima novena (19°) edición del Señorita Panamá que se llevó a cabo en el Grand Ballroom del Hotel Riande Continental, Panamá, Panamá, el Jueves 30 de agosto de 2001. Después de semanas de eventos previos la ganadora del concurso fue Justine Pasek representante de Ciudad de Panamá.
El concurso fue transmitido en vivo por RPC Panamá. Cerca de 12 concursantes de todo Panamá compitieron por la prestigiosa corona y título. Al final de la noche de la competencia, la reina saliente Ivette María Cordovez Usuga de Panamá Centro coronó a Justine Pasek de Panamá Centro como la nueva Señorita Panamá. 
De igual manera se seleccionó a la ganadora del título Señorita Panamá Mundo, Ana Raquel Ochy Pozo de  Coclé coronó a Lourdes Cristina González Montenegro de Los Santos como la nueva soberana. 

## Resultado final
| Resultados finales    | Concursante                            |
| --------------------- | -------------------------------------- |
| Señorita Panamá 2001  | - Panamá Centro - Justine Pasek        |
| Señorita Panamá Mundo | - Los Santos - Lourdes González        |
| 1ª Finalista          | - Ciudad de Panamá - Carolina Troncoso |
| 2ª Finalista          | - Ciudad de Panamá - Melissa Bocharel  |
| 3ª Finalista          | - Ciudad de Panamá - Karyn Sempf       |

### Premios especiales
| Premio          | Candidata                             |
| --------------- | ------------------------------------- |
| Miss Simpatía   | - Ciudad de Panamá - Melissa Bocharel |
| Miss Fotogénica | - Ciudad de Panamá - Melissa Bocharel |

| Resultado final                         | Diseñador          | Tema            |
| --------------------------------------- | ------------------ | --------------- |
| Mejor Traje Nacional para Miss Universo | Horacio Prado      | Princesa Zaratí |
| Mejor Traje Nacional para Miss Mundo    | José Luis González | Águila Harpía   |

## Calendario de elección
- Jueves 30 de agosto, noche final, coronación de Señorita Panamá 2001.

## Concursantes
Estas son las concursantes que han sido seleccionadas este año.
| #  | Representación   | Concursante                            | Edad | Estatura (m) | Residencia       | Patrocinador    |
| -- | ---------------- | -------------------------------------- | ---- | ------------ | ---------------- | --------------- |
| 1  | Panamá Centro    | Yostin «Justine» Lissette Pasek Patiño | 22   | 1.72 m       | Ciudad de Panamá | Yogur Vita Slim |
| 2  | Ciudad de Panamá | Karin Natalie Sempf Kahn               | 22   | 1.75 m       | Ciudad de Panamá | Zero Frizz      |
| 3  | Ciudad de Panamá | Bertha Giovanna Peric Torres           | 23   | 1.78 m       | Ciudad de Panamá | Coca-Cola Light |
| 4  | Los Santos       | Lilibeth Yanina Camaño Frías           | 23   | 1.76 m       | Guararé          | Figali          |
| 5  | Ciudad de Panamá | Melissa del Carmen Bocharel            | 25   | 1.68 m       | Ciudad de Panamá | Saba            |
| 6  | Los Santos       | Jessica Doralis Segui Barrios          | 20   | 1.70 m       | Los Santos       | Muebleria Ancon |
| 7  | Veraguas         | Katherine Massiel Quirós Vásquez       | 20   | 1.71 m       | Veraguas         | Jabón Class     |
| 8  | Los Santos       | Lourdes Cristina González Montenegro   | 21   | 1.73 m       | Las Tablas       | L'oreal         |
| 9  | Coclé            | Beatriz del Carmen Nogueira Domínguez  | 18   | 1.70 m       | Coclé            | Mistolin        |
| 10 | Ciudad de Panamá | Carolina del Carmen Troncoso Thayer    | 19   | 1.74 m       | Ciudad de Panamá | Skoda           |
| 11 | Ciudad de Panamá | Melina Franco Fonseca                  | 24   | 1.75 m       | Ciudad de Panamá | Max Factor      |
| 12 | Chiriquí         | Yulín Sinara Guerra Sanjur             | 18   | 1.80 m       | Chiriquí         | Kellogg's       |

## Datos acerca de las delegadas
- Algunas de las delegadas del Señorita Panamá 2001 han participado en otros certámenes de importancia nacionales e internacionales:
  - Justine Pasek (Panamá Centro) compitió en la quincuagésima primera (51°) edición del concurso Miss Universo 2002, que se celebró en el Coliseo Roberto Clemente, San Juan, Puerto Rico el 29 de mayo de 2002 obteniendo el título de Primera Finalista. Posteriormente, se convirtió en la primera mujer en asumir el título de Miss Universo cuando la Organización Miss Universo revocó la corona de la entonces ganadora, Oxana Fedorova, por no cumplir con los deberes estipulados en su contrato. Ella fue coronada formalmente Miss Universo 2002 por el copropietario del concurso Donald Trump en Nueva York.[3]
  - Lourdes González (Los Santos) compitió en la quincuagésima primera (51°) edición del certamen de Miss Mundo 2001 que se celebró en el Super Bowl, en Sun City Entertainment Centre, Sun City, Sudáfrica,[4] el 16 de noviembre de 2001.[5]
  - Bertha Peric Torres (Ciudad de Panamá) ganó Miss Atlántico Internacional 2005 en Punte del Este, Uruguay.
  - Jessica Segui Barrios (Los Santos) compitió en Miss Tierra 2003 ganó el Mejor Traje Nacional. El 27 de septiembre de 2010, Jessica Segui murió en un hospital panameño debido a un aneurisma cerebral.

- Algunas de las delegadas nacieron o viven en otro estado al que representaron, o bien, tienen un origen étnico distinto:
  - Justine Pasek (Panamá Centro) nació en Ucrania.